# Церква Всіх святих українського народу (Хмельницький)
Церква Всіх святих українського народу в Хмельницькому — парафія і храм греко-католицької громади Хмельницького деканату Кам'янець-Подільської єпархії Української греко-католицької церкви в Хмельницькому.

## Історія церкви
Будівництво храму розпочалося 5 листопада 2012 року під керівництвом о. Віталія Футорського. Завдяки фінансовій підтримці митрополита Василія Семенюка та Тернопільсько-Зборівської архієпархії, церкву вдалося збудувати всього за півроку.
Освячення новозбудованого храму, розташованого в Хмельницькому на вулиці Північній, 109, здійснив у Лазареву суботу 2013 року Луцький екзарх владика Йосафат Говера.
При парафії діє спільнота «Матері в молитві».

## Парохи
- о. Віталій Футорський (з листопада 2012).